# Here We Go Again (film)
Here We Go Again is een Amerikaanse filmkomedie uit 1942 onder regie van Allan Dwan.

## Verhaal
Fibber en Molly McGee organiseren aan een meereen groot feest voor hun 20e huwelijksverjaardag. Daar maken ze kennis met Otis Cadwalader, die snel rijk wil worden met de verkoop van aandelen in synthetische benzine. Hij wil Fibber McGee overreden om met hem mee te doen.

## Rolverdeling
| Acteur           | Personage                    |
| ---------------- | ---------------------------- |
| Edgar Bergen     | Edgar Bergen                 |
| Charlie McCarthy | Charlie McCarthy             |
| Jim Jordan       | Fibber McGee                 |
| Marian Jordan    | Molly McGee                  |
| Harold Peary     | Throckmorton P. Gildersleeve |
| Ginny Simms      | Jean Gildersleeve            |
| Bill Thompson    | Wallace Wimple               |
| Gale Gordon      | Otis Cadwalader              |
| Isabel Randolph  | Abigail Uppington            |
| Mortimer Snerd   | Mortimer Snerd               |
| Ray Noble        | Orkestleider                 |